# Hemicrambe fruticulosa
Hemicrambe fruticulosa là một loài thực vật có hoa trong họ Cải. Loài này được Webb mô tả khoa học đầu tiên năm 1851.